# ウーズレー

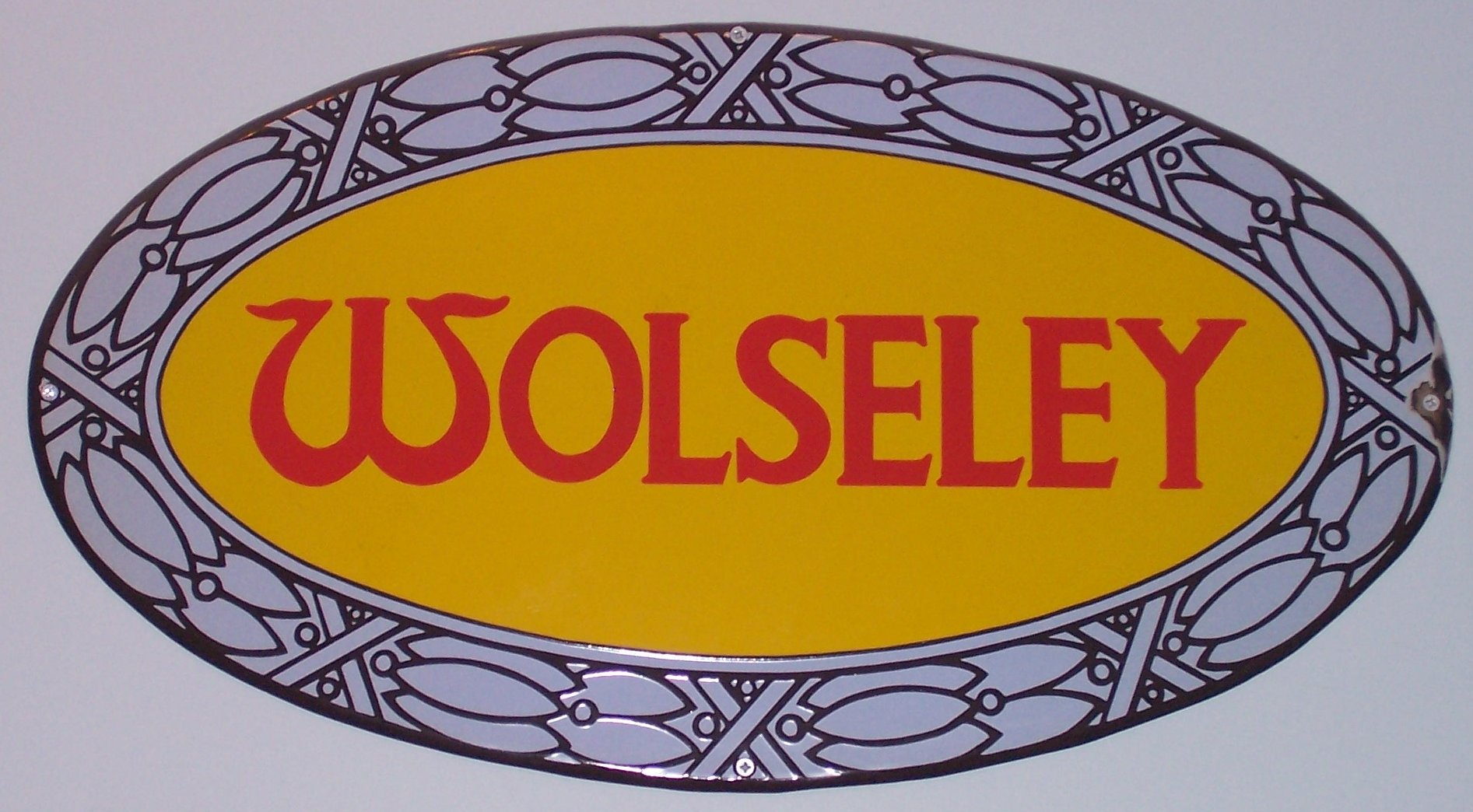

ウーズレー（Wolseley）は、イギリス発祥の自動車ブランド。ウーズレー・エンジニアリング社が19世紀末に製造した自動車を起源とするが、同社を離れて以降もブランド名として継続し、その名前を冠した自動車は1975年まで存在した。
現在、ウーズレー・ブランドは、2005年にMGローバーを買収した中国の自動車会社・南京汽車が所有している。

## ウーズレー羊毛刈込機械会社（1887年-現在）
1887年、フレデリック・ヨーク・ウーズレーがウーズレー羊毛刈込機械会社 (Wolseley Sheep Shearing Machine Company Limited) をオーストラリア・シドニーで創業する。羊毛刈込機械の製造でも初期のことであった。
英国、バーミンガムに移り、ウーズレー・エンジニアリング・リミテッドを設立。特許をベースに羊毛刈込機械をさらに伸ばし、また農業用機械なども生産し、据置型エンジンもそのひとつだった。ここでハーバート・オースチンが工場長となり、自動車を製作することになる。
当時の英国は、まだ赤旗法（1856-1896：自動車条令ともいわれる。路上を走る自動車は、人が歩いて先導しなければならない。日中は赤い旗をふりながら。夜はランタンをもって。英国での自動車産業の進歩を止めた31年）の時代で、翌年の1896になりようやく廃止となる。このため、産業革命で世界の先端を走っていた英国において、自動車産業だけは育成されず、フランスやドイツに先を越されてしまっていた。

## ハーバート・オースチン時代（1895年-1905年）

### 会社名：ウーズレー・エンジニアリング社
ウーズレー・エンジニアリング社の工場長だった30歳のハーバート・オースチンは「インターナル・コンバスチョン・エンジン（内燃機関）」と自動車に興味があった。以前パリでみたことのあったレオン・ボレの設計を改良した車を1895年の冬から96年にかけて製作した。のちレオン・ボレの設計はすでに他の英国の会社に購入されしまいハーバート・オースチンに選択の余地はなく自分自身の設計でつくらざるを得なくなった。ウーズレー・オートカー第1号となった車は、前輪一輪後輪二輪の三輪車で独立懸架リアサスペンション、エンジンはシート下に置かれた。大人2人が背中合わせで乗車できた。110ポンドで販売されたが売れなかった。車の購入希望者は4人乗車を好んだのだ。
1899年、会社の創業者であるウーズレーが亡くなる。このころウーズレー社の自動車部門ではオースチン設計の4座の自動車を作るようになっていた。水平単気筒エンジン、ラップアラウンド・ラジエター・チューブ、後輪車軸をチェーンで駆動した。この車は1900年の春におこなわれた1000マイル・トライアル・レースに出場し、同クラスで優勝。このレプリカが270ポンドで市販されウーズレー初の生産車となった。

### 会社名：ウーズレー・ツール&モーターカー・カンパニー

#### ブランド名：ウーズレー
1901年にウーズレー社自動車部門はビッカーズ・エンジニアリング (Vickers Engineering) とハイラム・マキシム (Hiram Maxim) に12,400ポンドでの自動車製造部門が売却され、新会社ウーズレー・ツール&モーターカー・カンパニーとして独立する。会社はバーミンガムのアダレイ・パークに置かれた。新会社ではオースチンは特許の見返りとして株主にも加わり、また新会社においても工場長を務めた。この時期、オースチンは、新会社の仕事をしながらも、旧のウーズレー羊毛刈込機械会社の仕事もパートタイムでこなしていた。ハーバートは自動車を作りながらも、1911年から1933年までウーズレー羊毛刈込機械会社の会長（取締役会議長）も務めている。（自動車部を売却したウーズレー・エンジニアリング社のその後はファーガソン (企業)を参照）
新ウーズレーはレースに積極的に参加し、1903年には年800台まで成長し収益も好調だった。アレクサンドラ女王がパトロンとなっていたが収益を出すまでに5年を要していた。

## J.D.シドレー時代（1905年-1909年）

### 会社名：ウーズレー・ツール&モーターカー・カンパニー

#### ブランド名：ウーズレー＝シドレー

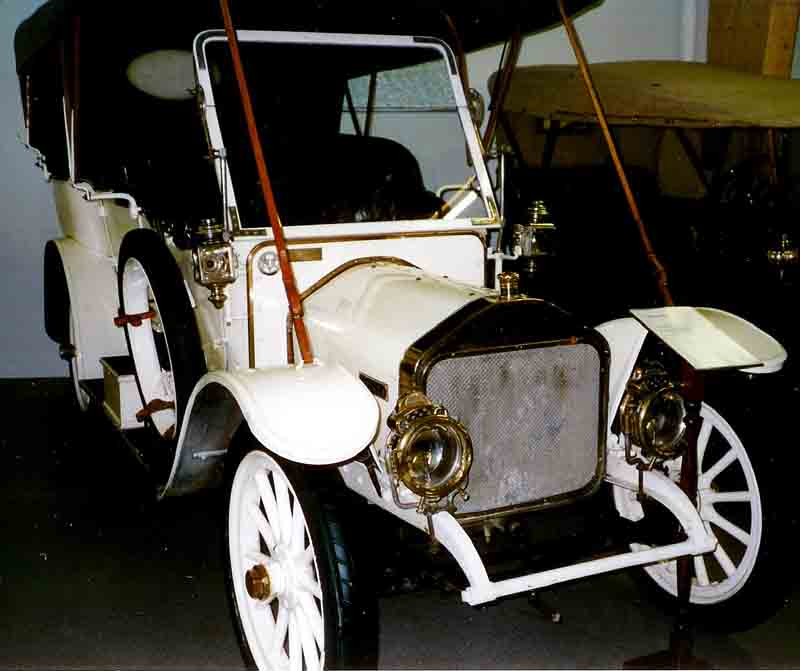
ウーズレー＝シドレー ツアラー Wolseley-Siddeley Tourer 1908年式

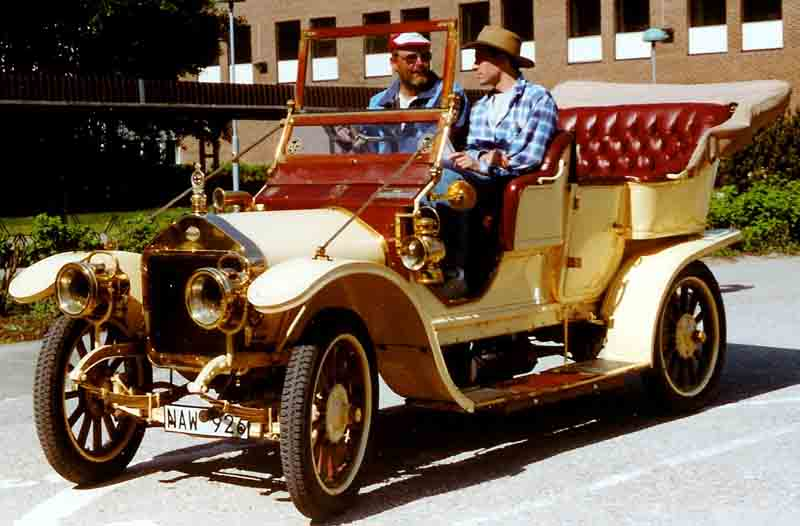
ウーズレー＝シドレー ツアラー 1909年式

ハーバート・オースチンは1905年に会社を去り自身の会社オースチン (the Austin Motor Company) を設立する。ウーズレーはジョン・ダベンポート・シドレー (John Davenport Siddeley) が創業したシドレー・オートカー・カンパニー (Siddeley Autocar Company) を買収しオースチンの後任にJ.D.シドレーを指名した。
1905年、シドレーが最初におこなったのは、旧式な水平エンジンと費用のかかるレースをやめることだった。これにより新式のシドレーデザインが適用され、このときより車は『ウーズレー＝シドレー (Wolseley-Siddeley)』として販売された。シドレーはのちにアームストロング＝シドレー (Armstrong-Siddeley) を設立、また彼はのちケニルワース男爵 (Baron Kenilworth) を授けられている。

## （1909年-1926年）

### ブランド名：ウーズレー
1911年後半にウーズレー＝シドレーからシドレーをはずし、「ウーズレー」に戻った。理由は、シドレーが1909年にウーズレーを去りディージー・モーター・カンパニー (Deasy Motor Company) でシドレー＝ディージー車を製作販売し、さらにはアームストロング＝ウィットワース (Armstrong-Whitworth) とディージーが合併しアームストロング＝シドレー (Armstrong-Siddeley) として販売していたためで、名称による混同を防ぐためだった。
この時期にはウーズレーから興味深い製品が出ている。1910年のエンジン付きスレー（そり）で、スコット南極探検隊とドイツ南極探検隊で使用された。この使用はスコット隊がロアール・アムンセンに敗した理由の一因ともされている（ロバート・スコット#南極到達レースの敗因・遭難の原因の分析） 。1912年には珍しい車、二輪ジャイロカー（コマ）がロシアの王室メンバーであり法律家であった公爵ペーター・シロフスキー (Count Peter P Schilovski) の援助で作られた。これはシロフスキー・ジャイロカー (Schilovski Gyrocar) とよばれる。このような奇妙な車も作ったウーズレー社だったが、二階建てバス、タクシーキャブ、ローリー（トラック）、パワーボート用エンジンなども作っていた。
1913年にはウーズレーは英国の最大メーカーとなっていた。従業員5500人で年間5000台程を生産した。

### 会社名：ウーズレー・モーター・カンパニー

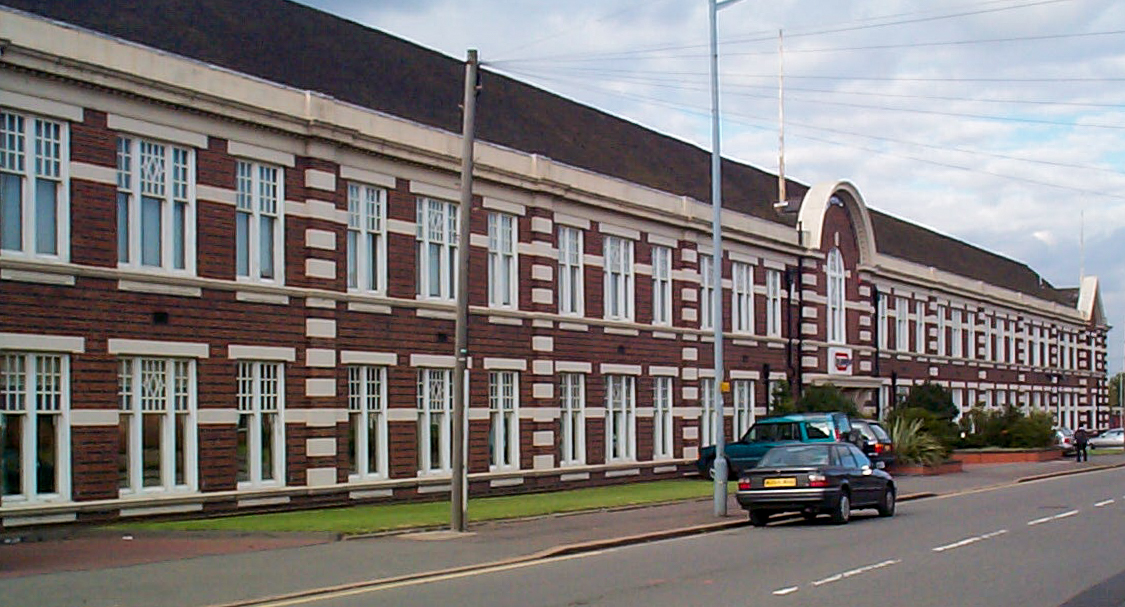
Ward Endにある以前はウーズレー工場だった建物

1914年、第一次世界大戦の直前にウーズレー・モーター・カンパニー(Wolseley Motor Company)と社名を変更。カナダではウーズレー・モータース・リミテッド(Wolseley Motors Ltd)という社名でモントリオールとトロントに支社を置いた。このカナダ支社は第一次世界大戦後のBritish and American Motorsとなる。
第一次世界大戦中のウーズレーは主に飛行機エンジン、飛行機完成品、飛行機パーツを生産していた。他には、トラック生産はわずかだったが、武器や軍需用品は大量に生産していた。
休戦となってからは（英国人は第一次大戦から第二次大戦までの間の戦間期をこう呼ぶ）13,000人の作業員で年間20,000台の生産をすべく準備にいそしむ。170万株を発行して資金を調達し、工場の機械類を購入したり、販売店を世界各地にオープンさせた。ウーズレーはより上級志向の車作りをすすめ、ショールームも設けた。これは「ウーズレー・ハウス」とよばれ、ピカデリーのリッツホテル脇に作られた。（現在ここはザ・ウーズレー(The Wolseley）という名前のレストランとなっている。）
12,000台を販売し英国一の自動車製造業者となったのだが、目標の20,000台には届かなかった。戦後求められた車は高価なウーズレーばかりではなかったのである。人気のあったのは、イギリス工場で1911年から開始していた現地大量生産を本格化させたフォードT型や、イギリス国内資本でも大量生産による低価格化に成功していたモーリス・カウリーだった。

#### 日本でのウーズレー車

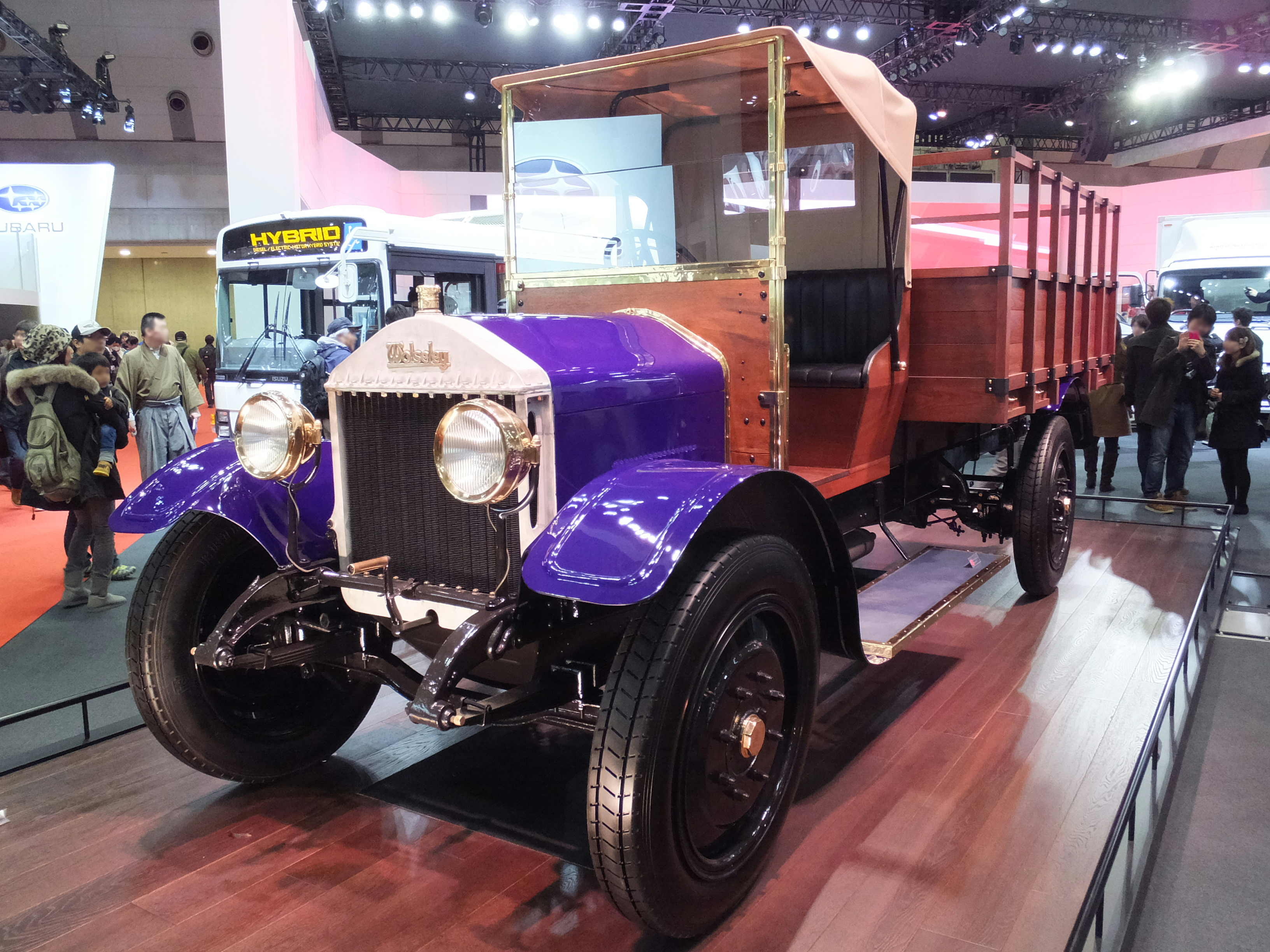
ウーズレーCP型1.5トン積みトラック

第一次世界大戦後、好況を呈していた東京石川島造船所は、自動車の生産を計画した。同社は1918年、ウーズレーとのあいだに東洋での製造と販売に関する提携を結び、1922年に「ウーズレーA9型乗用車」の国産化に成功した。さらに同社は1924年、「ウーズレーCP型1.5トン積みトラック」を完成し、軍用保護自動車の資格を得た。
1927年、東京石川島造船所はすでにモーリス傘下となっていたウーズレー社との提携を解消、車名も工場に近くの隅田川に因む「スミダ」と改め、純国産車の生産をはじめた。ウーズレー流儀の高度に過ぎるSOHCエンジンは間もなく放棄され、当時の日本における生産・実用面に合致した自社開発のサイドバルブエンジンに後退した。この東京石川造船所の自動車部門は、後にいすゞ自動車となった。

#### 破産
ウーズレー社は1925年まで年14万ポンドもの利息に悪戦苦闘する。1926年10月に会社は200万ポンドの負債を抱え、破産宣告を受け管財人に委託される。これは自動車の歴史上でも有数の大倒産劇となった。

## モーリス（ナッフィールド）傘下（1926年-1952年）

### 会社名：ウーズレー・モータース
1926年、ウィリアム・モーリスがハーバート・オースチンやゼネラル・モータースに競り勝ち730,000ポンドで会社を購入。社名をウーズレー・モータース (Wolseley Motors) とし、生産施設はバーミンガムのウォード・エンドに集約した。
ウーズレーのOHCエンジン、そしてウーズレーの工場のエンジニアのエンジンに対する経験の深さがその購入動機だったという。ウーズレーのエンジニアはモーリスの車両をいまよりも上級車に仕立てる仕事を求められた。6気筒エンジンは4気筒、6気筒、8気筒のバリエーションとなり、これがのちのOHC版MGエンジンの源となる。モーリスの仕事をさせられる一方、ウーズレー社はある一定範囲で自由に活動する裁量権も持つことができた。そのため、モーリス用ボディ鉄板をプレスしながらも、一風変わったウーズレー自動車を生産し続けることができた。

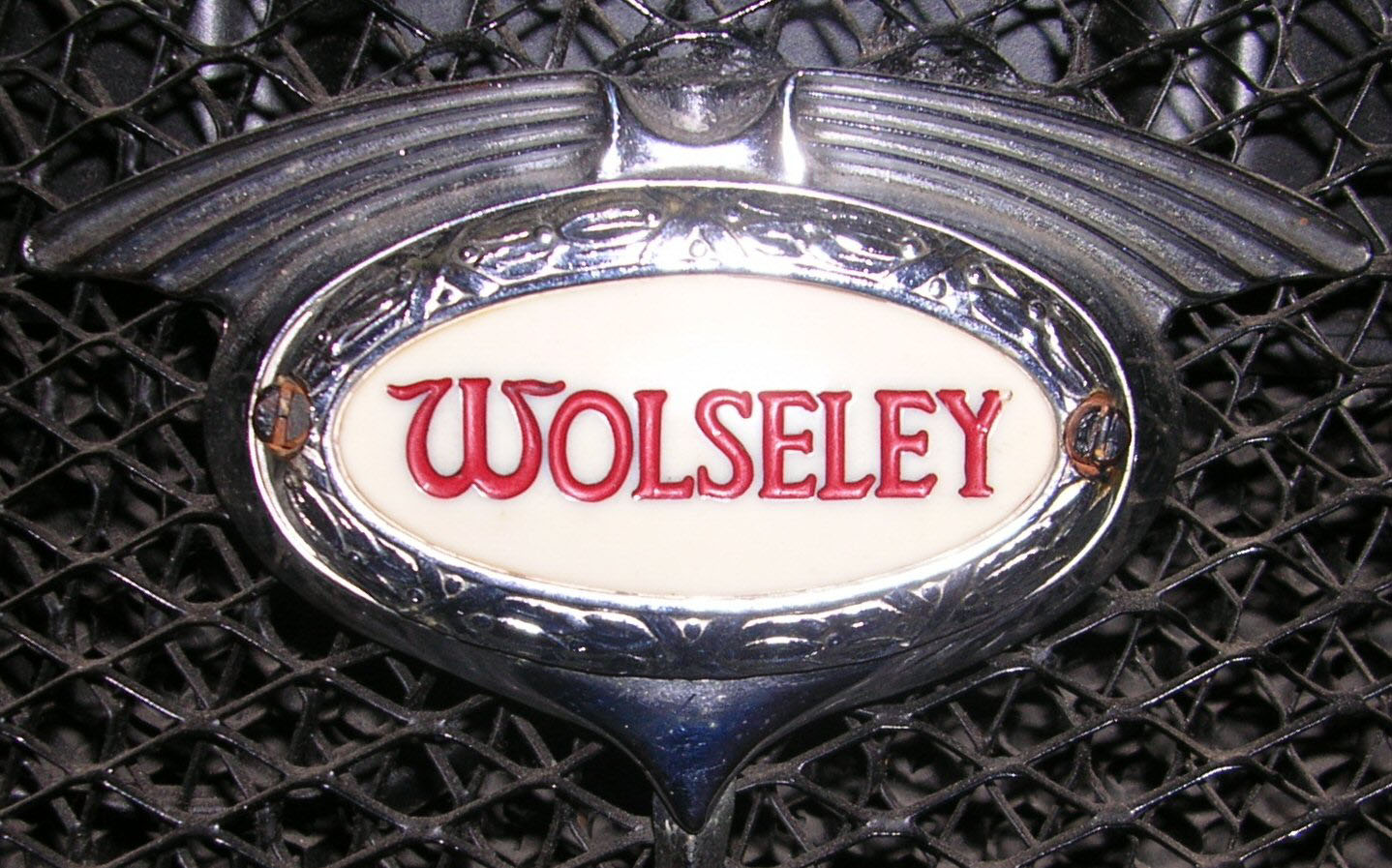
イルミネーションするラジエーターバッジ

1930年には乗用車ウーズレー・ホーネットを市場に投入。1932年にはイルミネーションで光り輝くラジエターバッジが登場する。1975年に生産を終了するまでウーズレー自動車にはこのイルミネーションするマークが必ずつけられていた。

## ナッフィールド・オーガニゼーション時代（1938年-1952年)

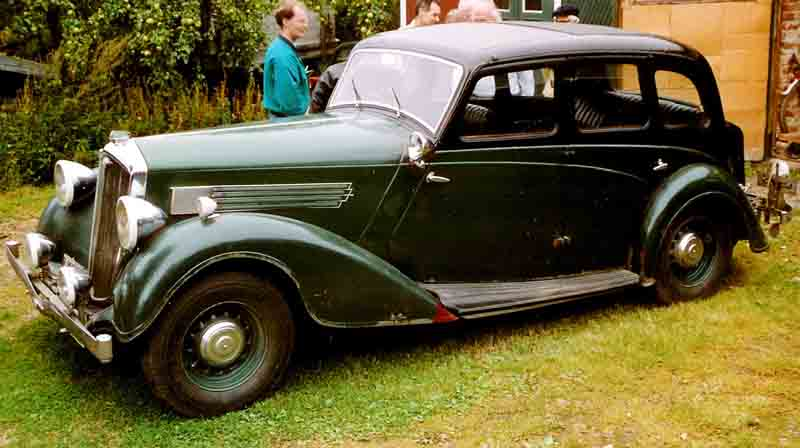
ウーズレー 25/6 4ドアサルーン 1937年式

1935年、ウィリアム・モーリス(初代ナッフィールド子爵)の所有するモーリス・モーター・カンパニーの子会社となる。ウーズレー車はこの時点から独自色を薄めていき、モーリス社の設計ベースの車へと変わっていく。1938年にライレー社とその子会社のオートヴィア社がモーリス傘下となってからは、この企業群はナッフィールド・オーガニゼーションとよばれることになる。
1945年、戦争の惨禍がようやく終わり、生産施設はオックスフォードのカワリー (Cowley) に集約され、ここでバッジエンジニアリングが引き続きおこなわれる。戦争前のデザインで10hpのシリーズIIIが生産されはじめる。一方、モーリス・シリーズEの上級版としてウーズレー 8という新モデルも投入される。このウーズレー 8はモダンなナッフィールド車のボディデザインにウーズレーのフロントとトリムをつけたものだった。
1948年にはウーズレー 4/50および6/80がモノコック構造でデザインされた。しかしこれはモーリス・オックスフォードMOを大きくしたものだった。4/50と6/80では新型のOHC4気筒そして6気筒エンジンを搭載していた。このエンジンは他にはモリース・シックスにしか使われていない。この時期は戦後の耐乏生活期であり、戦前の豪華仕様ウーズレー風室内デザインは時代にそぐわないものだった。
1948年10月にはウォード・エンドで99 4/50や19 6/80の生産が開始され、モーリス・シックスも5台を生産したが、1949年1月には、カワリーのナッフィールド工場に移転することになる。

## BMC時代（1952年-1968年）
BMCでも引き続きバッジエンジニアリングがおこなわれる。
1952年、4/44が登場する。ジェラルド・パーマーデザインのなめらかなボディをもつこの車は、贅沢仕様のウーズレーの再来だった。エンジンはMG TDでも使われた1250cc XPナッフィールド・エンジンで、1952年のモーリスとオースチンというライバル同士の合併によるBMC設立によるものであり、このようなオースチンエンジンを利用した合理化はこの後BMCのすべての車両に対しておこなわれた。
1954年にはジェラルド・パーマーのデザインのプレステージ、つまり高価で権威付けられたモデルとして6/90が登場する。6/90はナッフィールド・ウーズレー最後のモデルといえるもので、ボディスタイルがライレーのパスファインダーと共通であるのみでオースチンとはまったく関係していない。6/90は新型2639ccのBMC Cシリーズ・エンジンを搭載したはじめての車でもある。
1956年に4/44がナッフィールド・ウーズレーの車として生産を終了し、外見は似ているがエンジンがBシリーズとなった15/50で置き換えられた。
1957年4月にはモーリス・マイナーの後継車としてウーズレー1500が投入される。これにもBシリーズエンジンが使われた。このボディはライレー 1.5と共有されている。ライレーと比較した性能では、1500は高級感をもち低コストの50年代GTiであった。
1958年にBMCはピニンファリーナをつかって新たなスタイルを模索していた。これには合併後いまだ覚めやらぬオースチンとモーリスのそれぞれの設計チームの軋轢を抑えようという意図もあった。
BMCファリーナの最初の作品はA40となった。しかしこれはウーズレーブランドでの姉妹車とはならなかった。この車のすぐあと、ピニンファリーナデザインでより大きなミッドサイズ車ウーズレー 15/60サルーンが発売される。これはパーマーの曲線美デザインの15/50の角型版だった。これはウーズレーだけでなく、MG、ライレー、モーリス、オースチンで発売された。このシリーズはバッジエンジニアリングの極端な一例であり、フロントグリルとボンネットのノーズ部分の違いと、車内のトリムレベルがブランドそれぞれの位置づけを反映したものというだけだった。
1959年にウーズレー 6/90の後継ウーズレー 6/99となる。6/99はオースチン A95と主要コンポーネントを共有しており、これはナッフィールド・ウーズレーの終焉となった。
6/99はA95よりも大きめに設計されていて、エンジンもよりパワーのあるCシリーズが使われていた。これはビッグ・ファリーナと呼ばれていた。小型4気筒エンジン版の15/60とはボディもコンポーネントも共有していなかった。
ビッグ・ファリーナは当初、オースチン、ウーズレーの2ブランド、そしてのちにバンデン・プラが加わり計3ブランドで発売された。バンデン・プラではプリンセス3リッターエンジンを搭載し、のちにはロールス・ロイス製4リッターエンジンをも搭載した。しかしながらいずれのモデルもその外観は同様だった。この3種のプレステージモデルは、4気筒エンジンの小型のファリーナよりも大きく、その形はボンネット、フロントフェンダー、リアフェンダー、フロントグリル、フロントパネル、ヘッドライト、トリムに及んでいる。

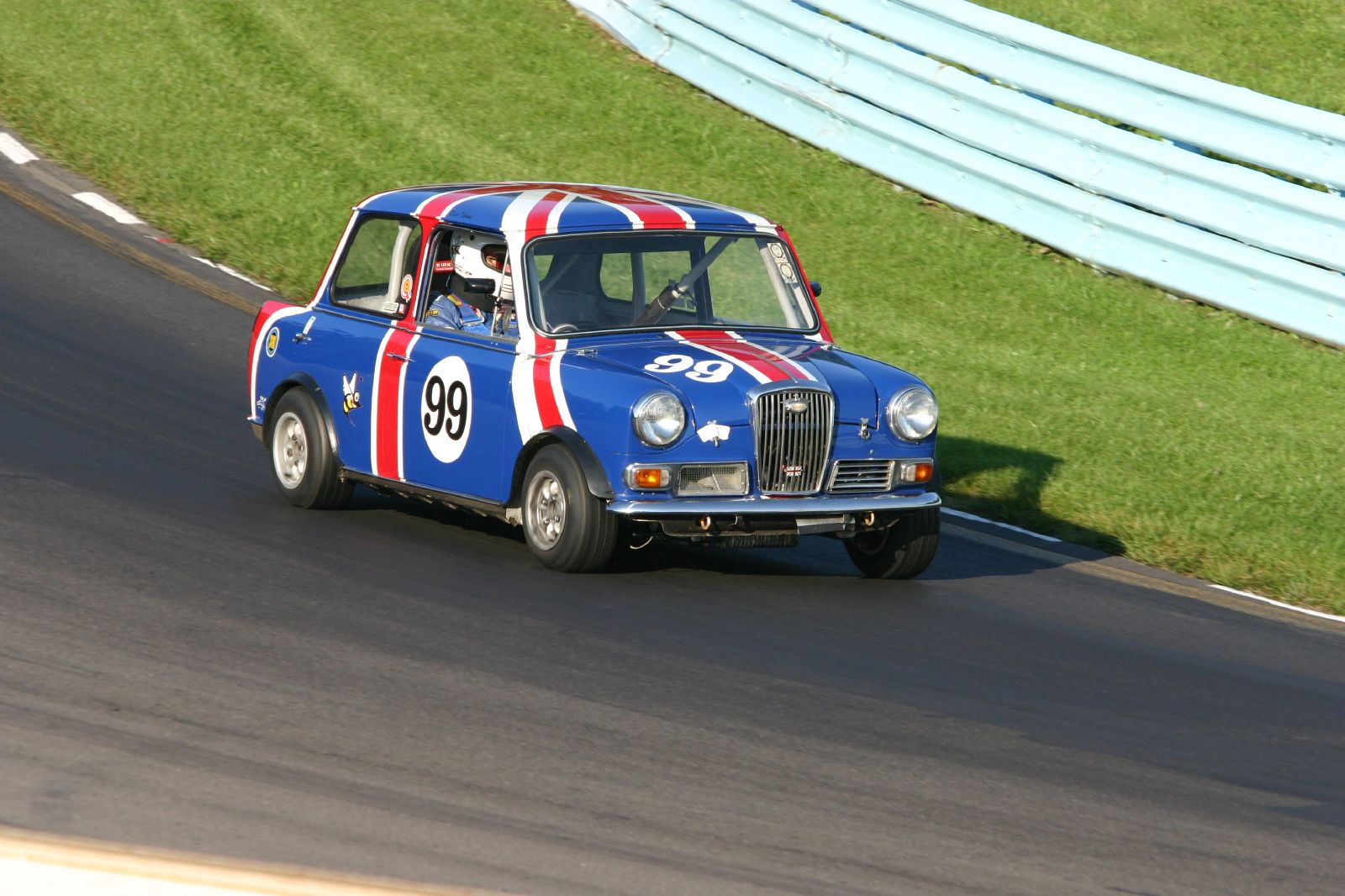
en:Watkins Glen Internationalでのビンテージ車レースで走行中の1965年式ウーズレー・ホーネット

1961年ミニベースのホーネットとなる。拡大されたボディ、リアにはちいさなウイングフィンがつき、フロントグリルは伝統的なウーズレー顔とされた。ウーズレー・ホーネットおよび姉妹車のライレー・エルフは最小型車市場の上級クラスを狙い、よりよいミニとして化粧直しされたものだった。
1962年にモーリス・1100として登場した前輪駆動車、BMC・ADO16のウーズレー版が1965年になって「ウーズレー･1100」として登場した。これは1500の後継となった。1100は1967年にエンジン排気量を1275ccに拡大、1300となる。
1967年には、BMC・ADO17シリーズの一員として、やはり前輪駆動のウーズレー・18/85が登場した。
1968年にはビッグ・ファリーナと6/110MK IIが生産終了する。6/110 MK IIは1958年の6/99直系モデルの最終版で、ホイルベースが2インチ、エンジンが10bhp拡大され、室内も洗練されたものだった。これらに後継モデルはなく、ウーズレーとしての大型プレステージモデルは過去の存在となった。

## ブリティッシュ・レイランド時代（1968年-1976年）

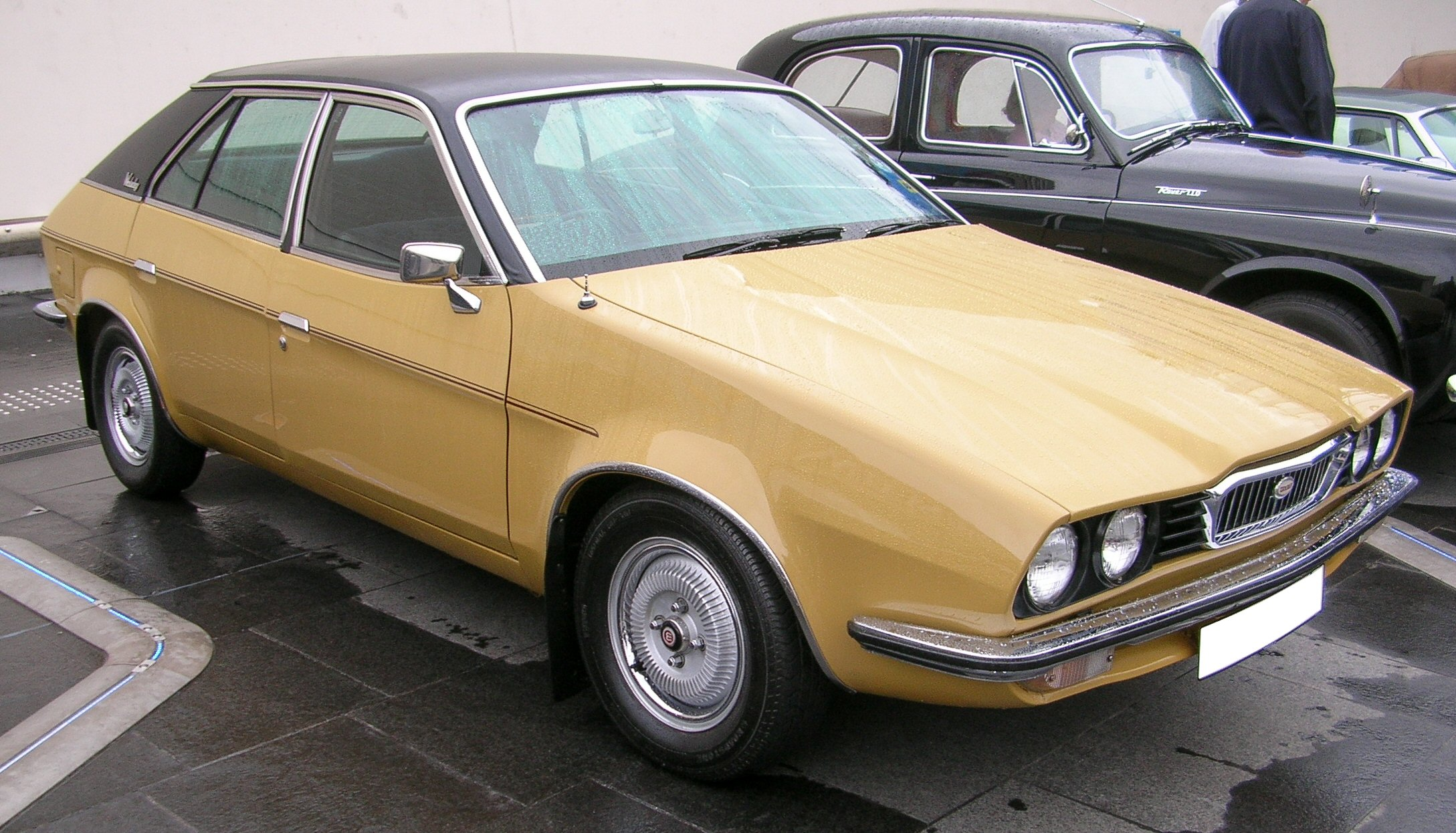
Wolseley 22 variant（1975年）

1968年には英国政府の要請によりBMCとレイランドが合併しブリティッシュ・レイランド（BLMC、1975年以降国有化されてBL）となる。BMC時代のバッジエンジニアリングを続ける体力も無くなったBLMCはブランドの整理に着手する。特に、実質的に中身が大衆車のオースチン・モーリスと同じであることが嫌気されていたウーズレーやライレーのような中級車ブランドは、レイランドとの合併でローバー・トライアンフが加わったこともあって、格好の整理対象となった。その一環として、ミニベースでボディはライレー・エルフと共有していたウーズレー・ホーネットが1969年に、前輪駆動車嫌いの保守派のために継続生産されていた15/60 ファリーナが1971年に生産中止された。
ただ、1969年に消滅したライレーとは異なり、1970年頃のBLMCはウーズレーは存続させる意向だったようで、当時のADO16とADO17をベースとしたウーズレーは継続生産され、1972年にはウーズレー・18/85の6気筒版、ウーズレー・シックスも追加された。
しかし遂にウーズレーも存続できない時がやってきた。1973年にADO16に代わるオースチン・アレグロが発表されたが、アレグロにはウーズレー版は無く、ADO16ベースのウーズレー・1300は翌1974年に消滅した。続く1975年3月にはBMC・ADO17がモデルチェンジされ、当初こそウーズレー版のウーズレー・2200(カタログには単に「ウーズレー」と記載された)が用意されていたが、同年9月に車名が「BL・プリンセス」と変更され、同車は「ウーズレー」ではなくなった。そしてこの時がウーズレー・ブランドの終焉となった。

## 現在のウーズレー・ブランド
ブランドとしてのウーズレーは2004年にMGローバーグループの資産の一部として上海汽車に譲渡されると報じられていたが、2005年になり、交渉が決裂し、経営破綻、倒産状態となった。その後、南京汽車 (Nanjing Automobile Group) がこれを買い入れ保有することとなった。

## 車種一覧

### リスト：1920年代 1930年代のウーズレー車
- 4気筒エンジン
  - 1920-1924 Wolseley 10
  - 1920-1927 Wolseley 15
  - 1934-1935 Wolseley Nine
  - 1935-1936 Wolseley Wasp
  - 1936-1937 Wolseley 10/40
  - 1936-1939 Wolseley 12/48
  - 1939-1939 Wolseley Ten
- 6気筒エンジン
  - 1920-1924 Wolseley 20
  - 1930-1936 Wolseley Hornet
  - 1927-1932 Wolseley Viper
  - 1930-1935 Wolseley 21/60
  - 1933-1935 Wolseley Sixteen
  - 1935-1936 Wolseley Fourteen
  - 1935-1935 Wolseley Eighteen
  - 1936-1938 Wolseley 14/56
  - 1937-1938 Wolseley 18/80
  - 1935-1937 Wolseley Super Six 16HP, 21HP, 25HP
  - 1938-1939 Wolseley 14/60
  - 1938-1939 Wolseley 16/65
  - 1938-1939 Wolseley 18/85
  - 1937-1939 Wolseley 16HP, 21HP, 25HP
- 8気筒エンジン
  - 1928-1931 Wolseley 21/60 Straight Eight

### 14/60の意味
ウーズレー車は長い間2桁の番号をモデル名として使用していた。1948年までは、エンジンのサイズを意味していた。それは英国での課税馬力での単位で、これは (RAC:Royal Automobile Club) が定義していたものである。14/60とはRAC定義の課税目的での14hpとしてランクされたが実際のパワーは60hp (45kW) であるという意味である。その後、最初の番号は気筒数を示すことになり、さらに1956年以後の4気筒エンジン車では排気量をあらわすことになった。15/60とは1.5リットルエンジンで60hp (45kW) を出力するという意味である。最終的にこの表示方法は廃止された。

### リスト
- 4気筒エンジン
  - 1939-1948 en:Wolseley Ten (en:Morris Ten)
  - 1937-1948 en:Wolseley 12/48（戦後製作された車両はシリーズIII）
  - 1946-1948 en:Wolseley Eight (Morris Eight Series E)
  - 1947-1955 en:Wolseley Oxford Taxi (Morris Commercial design)
  - 1948-1953 en:Wolseley 4/50 (Morris Oxford MO)
  - 1952-1956 en:Wolseley 4/44 (MG Magnette ZA/ZB)
  - 1956-1958 en:Wolseley 15/50 (MG Magnette ZB)
  - 1957-1965 en:Wolseley 1500（ライレー1.5 (One-Point-Five)に近似：モーリス・マイナー (en:Morris Minor)）
  - 1958-1961 ウーズレー・15/60
  - 1961-1969 ウーズレー・ホーネット（Miniベース）
  - 1961-1971 ウーズレー・16/60
  - 1965-1974 ウーズレー・1100
  - 1967-1971 ウーズレー・18/85 (en:Austin 1800)
- 6気筒エンジン
  - 1938-1948 en:Wolseley 14/60（戦後製作された車両はシリーズIII）
  - 1938-1948 en:Wolseley 18/85（戦後製作された車両はシリーズIII）
  - 1938-1948 en:Wolseley 25（戦後製作された車両はシリーズIII）
  - 1948-1954 en:Wolseley 6/80 (Morris Oxford MO)
  - 1954-1959 en:Wolseley 6/90 (en: Riley Pathfinder)
  - 1959-1961 ウーズレー・6/99
  - 1961-1968 ウーズレー・6/110
  - 1972-1975 ウーズレー・6
  - March-October 1975 ウーズレー
- その他の製造車（時期不明）:
  - en:Wolseley 4/60（オランダ版 16/60）
  - en:Wolseley 24/80（オーストラリア版 15/60 および 16/60、4気筒でなく6気筒エンジンを搭載。オースチン・フリーウェイ〈Austin Freeway〉の姉妹車）
  - en:Wolseley 300（デンマーク版 6/99 および 6/110）